# Reher
Reher ist eine Gemeinde im Kreis Steinburg in Schleswig-Holstein.

## Geografie

### Geografische Lage
Das Gemeindegebiet von Reher liegt im Naturraum der Heide-Itzehoer Geest (Haupteinheit Nr. 693) auf einer Höhenlage von bis zu 37 Metern über dem Meeresspiegel etwa 15 km nördlich von Itzehoe an der Reher Au, ein orographisch linker Zufluss der Haaler Au, zwischen Schenefeld und Hohenwestedt. Die Bekau bildet in Teilen die westliche Gemeindegrenze ab.
Durch das Gemeindegebiet von Reher verläuft eine der Haupt-Wasserscheiden des Landes Schleswig-Holstein, genauer die von Eider und Stör. Im Süden hat das Wasser Abfluss nach Christinenthal und weiter nach der Stör. Im Norden läuft es durch die Osterstedter und Ostermühlener Feldmark nach der Eider. Begrenzt wird die Reher Feldmark im Süden von der Christinenthaler und Peißener, im Osten von der Jahrsdorfer und Wapelfelder, im Norden von der Osterstedter und im Westen von der Pulser Feldmark. Die Feldmark umfasst eine Fläche von ca. 1530 Hektar. Sie dehnt sich in Nord-Süd-Richtung etwa 5,60 km und in Ost-West-Richtung etwa 4,40 km aus.
Im Südosten der Gemeinde befindet sich das Naturschutzgebiet Reher Kratt.

### Gemeindegliederung
Die Gemeinde gliedert sich siedlungsgeographisch in die Wohnplätze des Dorfes gleichen Namens und die Höfesiedlung Viehhorn.

### Nachbargemeinden
Unmittelbar angrenzende Gemeindegebiete von Reher sind:
| Puls           |                                             | Osterstedt           |
| Christinenthal | Kompassrose, die auf Nachbargemeinden zeigt | Wapelfeld, Jahrsdorf |
|                | Peissen                                     |                      |

## Geschichte
Die Herkunft des Namens Reher ist nicht einwandfrei geklärt. So führt Franz Michaelsen in seiner Arbeit Orts- und Flurnamen des Kreises Steinburg den Namen Reher auf Reiher zurück. Eine andere Deutung findet Wolfgang Laur. In seinem Artikel Die Ortsnamen in Schleswig-Holstein, veröffentlicht in Band VI der Gottorfer Schriften 1960, heißt es u. a.: „Mit einem r-Suffix (Nachsilbe) ist vielleicht Reher gebildet - 1756 Reder - (intervokalisches d geworden zu h ), vielleicht wie Rheide zu Reet, Ried gehörend“.
Auch die Familiennamen Reher, Reherbrook, Rehrknöll oder Rehder in Westfalen führt der Verfasser auf Reet oder Ried zurück. Auf alle Fälle handelt es sich um eine Bezeichnung für eine siedlungsgeschichtlich alte Ortschaft. Laur führt weiter aus, dass alle durch alte Ortsnamen und vorgeschichtliche Funde älterer Perioden als alt ausgewiesene Ortschaften große abgerundete Gemarkungen haben, wie z. B. Looft, Drage oder auch Reher.
Auch die neuesten Forschungsergebnisse im Historischen Ortsnamenlexikon von Schleswig-Holstein von 1967 von Wolfgang Laur bringen keine endgültige Klärung. Hier heißt es: „Reher 1576 Reder, 1592 zu Reher - Reder, Reher ist in niederdeutschen Ortsnamen, so auch in Westfalen, verbreitet, wo uns seit dem 13. Jahrhundert Formen wie R(h)edere begegnen. Die Bedeutung und etymologische Herkunft ist noch ungewiss. Möglicherweise handelt es sich um eine Bildung mit einem r-Suffix zu germanisch raipo vielleicht im Sinne von „Weg, Wegstelle“, Vergleiche neuenglisch road, altenglisch rad-Straße. Die Form Reher zeigt den Ausfall des zwischenvokalischen d.“
In Hanerau-Hademarschen gibt es ein größeres Waldstück namens Rehers, in einem kirchlichen Dokument um 1700 noch als „Gehege Rehas“ geschrieben.
Von 1901 bis 1957 war Reher Bahnstation der Rendsburger Kreisbahn.

## Politik

### Gemeindevertretung
Bei der Kommunalwahl am 14. Mai 2023 wurden insgesamt neun Sitze vergeben. Von diesen erhielt die Abgerückte Aktuelle Wählergemeinschaft Reher fünf Sitze und die Abgestimmte freie Wählervereinigung Reher erhielt vier Sitze.

### Wappen
Blasonierung: „Von Gold und Rot im Verhältnis 2 : 3 geteilt. Oben nebeneinander drei schwarz bewurzelte grüne Wacholderbüsche, unten ein goldenes trabendes Pferd.“
Die beherrschende Figur des Gemeindewappens von Reher, das Pferd, ist in rascher Bewegung dargestellt, um beim Betrachter des Wappens den Eindruck des Trabens zu vermitteln. Der Ort Reher ist heutigentags bekannt, weil hier schon seit langer Zeit in beachtlichem Umfang Trabrennpferde gezüchtet werden. Die Wacholderbüsche im Wappen stehen stellvertretend für das Naturschutzgebiet Reher Kratt, in welchem selten gewordene Pflanzen und Gehölzarten gepflegt werden.

## Verkehr
Durch das Gemeindegebiet von Reher verläuft die Bundesstraße 430 grob in Ost-West-Richtung. Sie führt nördlich an der Dorflage vorbei und bindet weiter westlich an die Bundesautobahn 23 bei deren Anschlussstelle Schenefeld (Nr. 7), im Osten an die Bundesautobahn 7 (Anschlussstelle Neumünster-Mitte (Nr. 14) an.

## Sonstiges
Das Wort Reher stellt ein Palindrom dar, das heißt es kann vorwärts wie rückwärts gelesen werden.